# 23rdストリート・グラウンズ
23rdストリート・グラウンズ（トゥエンティサードストリート・グラウンズ、23rd Street Grounds）は、アメリカのイリノイ州シカゴにかつて存在した野球場である。
1871年にナショナル・アソシエーションという初のプロ野球リーグが設立され、その中にシカゴ・ホワイトストッキングス（現シカゴ・カブス）という球団があった。ホワイトストッキングスは最初のシーズンをユニオン・ベースボール・グラウンズを本拠地にして戦っていた。しかしその年の10月8日にシカゴ大火が発生。球場はおろか、ユニフォームや道具などありとあらゆるものが燃えてしまい、翌年から2年間は活動を休止せざるを得なくなった。
1874年にホワイトストッキングスは活動を再開。5月13日、ホワイトストッキングスの新本拠地として23rdストリート・グラウンズがオープンした。ナショナル・アソシエーションが1875年をもって消滅すると、ホワイトストッキングスは翌年からナショナルリーグへ移籍し、1877年まで23rdストリート・グラウンズを本拠地にした。